# 開花山
開花山(ケファさん、英語:Mt.Gaehwa、ハングル:개화산)は大韓民国ソウル特別市江西区傍花2洞(開花洞)周辺に存在する山である。

## 概要
周辺には、ソウル市メトロ9号線開花駅や、ソウル交通公社5号線の開花山駅がある。

## 画像

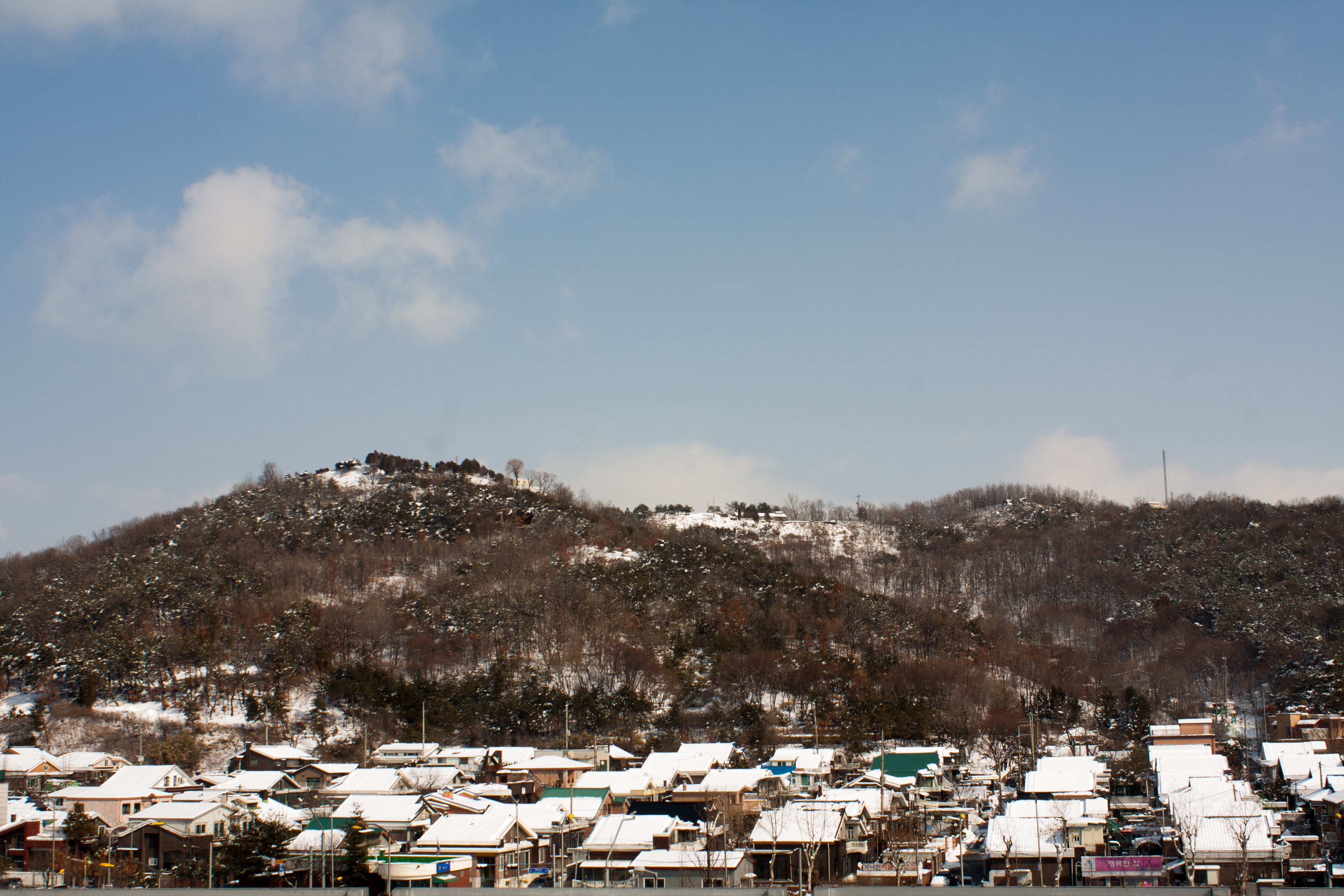
開花山